# Élise Delzenne
Vous lisez un « bon article » labellisé en 2018.
Élise Delzenne est une coureuse cycliste française, née le 28 janvier 1989 à Lesquin. Professionnelle de 2013 à 2017, elle pratique le cyclisme sur route et sur piste.
Dans la catégorie junior (17-18 ans), elle remporte le titre de championne de France sur route en 2007. La même année, elle est aussi championne de France en course aux points. Après avoir effectué une pause pour poursuivre ses études, elle reprend la compétition fin 2011. Elle remporte le championnat de France sur route en 2013. L'année suivante, elle signe dans une grande équipe internationale : Specialized-Lululemon. Elle devient championne de France de course aux points. En 2015, elle remporte deux courses professionnelles sur route.
Sur piste, elle est vice-championne d'Europe de la course aux points et de la poursuite ainsi que triple championne de France. En 2016, elle devient leader dans la formation Lotto Soudal et remporte le Trophée d'or. Elle redevient championne de France en course aux points et en poursuite. 2017 est sa dernière saison en tant que professionnelle et elle signe une nouvelle victoire. Elle s'investit dans le paracyclisme à partir de 2022 en tant que pilote d'athlète non-voyante.

## Biographie

### Débuts
Élise est la fille de Philippe Delzenne et de Sylvie Dassonneville, tous deux cyclotouristes. Elle grandit à Nomain dans le département du Nord, non loin de la frontière belge. Elle commence le cyclisme à l'âge de dix ans au cyclo club d'Orchies. Elle participe notamment à plusieurs semaines fédérales internationales de cyclotourisme. Vers douze ans, elle commence la compétition au sein de la section UFOLEP du club.
Au début de 2004, elle rejoint la Fédération française de cyclisme (FFC) et le club de l'ESEG Douai. Lors du championnat du Nord à Anor, elle se classe deuxième et est repérée par Lucien Cloet, alors sélectionneur régional féminin.
En 2005, elle obtient la médaille d'argent lors des championnats de France de course aux points cadette, ainsi que la onzième place de la course en ligne minime-cadette à Pont-du-Fossé. En 2006, elle est sélectionnée pour les championnats d'Europe de cyclisme qui ont lieu à Valkenburg.
En 2007 en parallèle, elle intègre la team Wasquehal juniors où elle est entraînée par Hervé Boussard. La même année, elle participe en juin au championnat de France sur piste à Hyères, elle y gagne la course aux points et finit quatrième de la poursuite, ce qui est pour elle une déception. Ensuite, elle remporte au sprint le Championnat de France sur route juniors à Mussidan, après avoir fini quatrième du contre-la-montre,,.

### Retrait des compétitions
Après son titre de championne et son bac S, Élise se retire des compétitions cyclistes pour se consacrer à ses études. Elle passe un brevet de technicien supérieur - Assistant technique d'ingénieur à Armentières, avant de rejoindre l'école d'ingénieurs de l'École nationale supérieure des arts et industries textiles en 2009. Elle y effectue une formation en alternance dans le textile à l'entreprise PGI Nordlys située à Bailleul. Cette mise en parenthèse du sport cycliste ne signifie cependant pas son retrait de la vie sportive, ainsi elle participe au marathon de la route du Louvre en 2010,.

### Retour à la compétition
Élise Delzenne décide fin 2011 de reprendre la compétition cycliste pour la saison suivante. Elle rejoint le club de La Madeleine où elle retrouve son ancien entraîneur Lucien Cloet. Elle effectue une saison 2012 correcte, elle signe de nombreuses places en Belgique,. Elle participe aux championnats de France qui ont lieu à Saint-Amand-les-Eaux, tout proche de chez elle donc, mais n'y rencontre que peu de succès. Elle chute en effet lors du contre-la-montre le jeudi qu'elle termine à la dix-huitième place, le dimanche elle est de nouveau prise dans une chute à un kilomètre de l'arrivée pour le sprint de la troisième place,,. Sur piste, elle obtient la troisième place de l'omnium aux Championnats de France sur piste à Bordeaux, puis la quatrième en course aux points et la cinquième en poursuite à Hyères cette fois,,.
À la fin de l'année, elle obtient son diplôme d'ingénieur et est embauchée quelques mois après dans une blanchisserie de Soissons en tant que responsable qualité.

### Championne de France sur route (2013)
L'année 2013 est une année prolifique pour Élise. Elle rejoint les rangs de l'équipe professionnelle Bourgogne-Pro Dialog. Elle entame l'année avec, comme l'année précédente, une troisième place aux championnats de France de cyclisme sur piste 2013 sur l'omnium à Roubaix. Par la suite, elle obtient de bonnes places lors des Coupes de France que ce soit à Pujols, dans l'Ain ou à Plumelec. Elle participe également à Gand-Wevelgem, une épreuve renommée, et termine à la dix-neuvième place. Au Grand Prix Elsy Jacobs, autre épreuve internationale, elle prend la septième place du général en étant devancée par des noms tels que Marianne Vos, Giorgia Bronzini ou Emma Johansson. Elle retrouve l'équipe de France à l'occasion du Tour du Trentin. Surtout, en juin, elle remporte le championnats de France de cyclisme sur route 2013 en s'adjugeant le sprint du groupe de tête à Lannilis,. Elle y avait une nouvelle fois pris la quatrième place lors du contre-la-montre. La fin d'année est moins riche en résultats avec deux victoires en Belgique, toutefois Élise accumule de l'expérience en participant au Tour de Belgique, au Grand Prix de Plouay, au Tour de Toscane et enfin au championnat du monde sur route à Florence. Au début d'octobre, elle annonce s'être engagée pour l'année 2014 avec l'équipe Specialized-Lululemon.

### Specialized-Lululemon (2014)

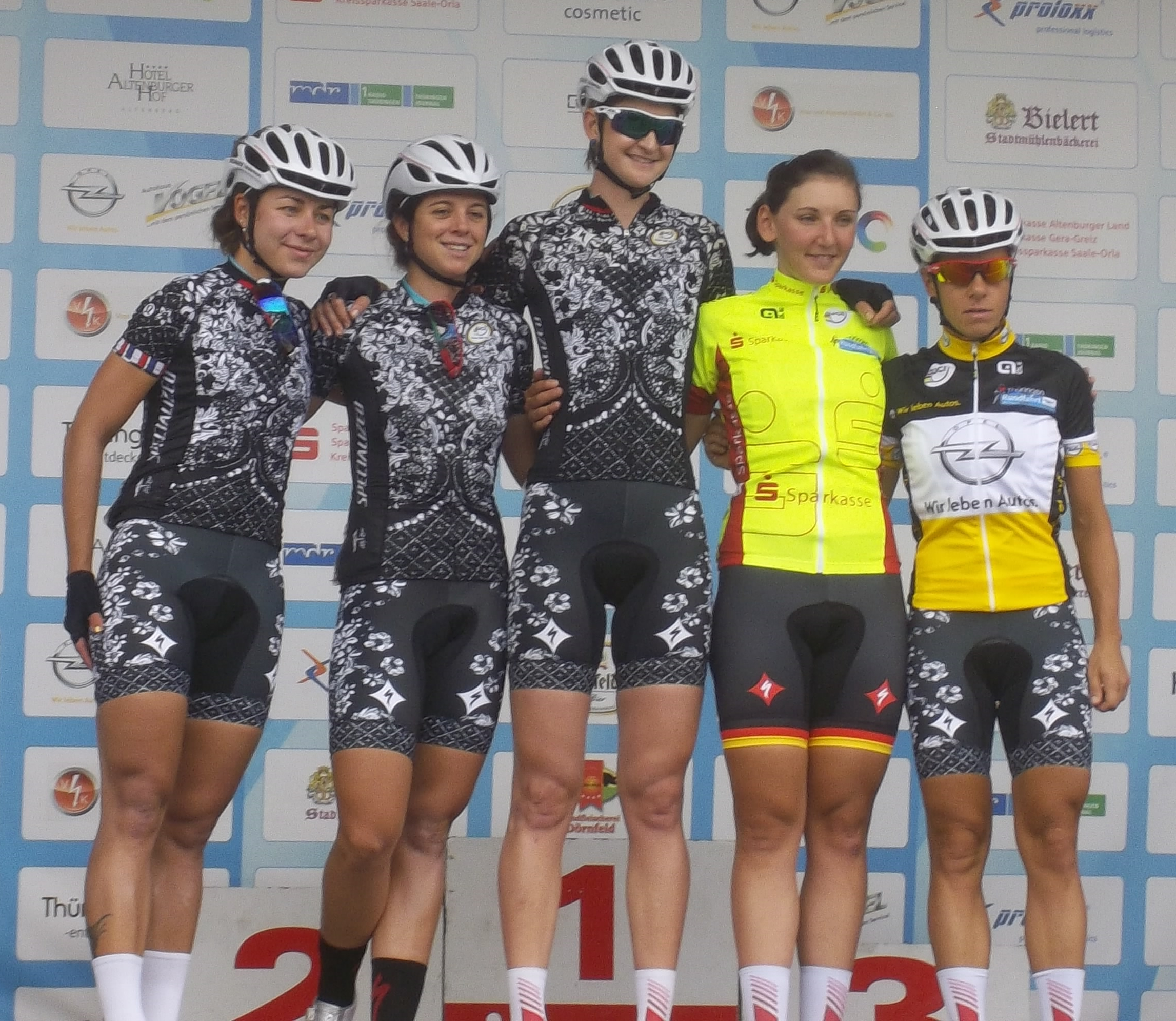
Sur le podium de présentation du Tour de Thuringe en 2014 (à gauche), avec l'équipe Specialized-Lululemon.

Dans sa nouvelle équipe, son objectif de la saison est surtout d'apprendre afin de franchir un palier et d'aider ses coéquipières.
Elle effectue sa première course au Tour du Qatar. Si elle ne parvient pas à prendre le premier groupe, elle se maintient dans le peloton durant toutes les étapes,. Le 13 mars, elle participe au Drentse 8, où sa coéquipière Chantal Blaak s'impose et finit douzième. À la fin du mois, elle prend part au GP Cornaredo en Italie et part en échappée. Après être reprise, elle crève et ne peut terminer la course où Tiffany Cromwell de son équipe termine deuxième.
Elle dispute également la manche de coupe du monde du Tour de Drenthe, au Samyn des Dames, à Gand-Wevelgem, au GP de Dottignies. Au début de mai, elle prend la quatrième place du Tour d'Overijssel, où sa coéquipière Lisa Brennauer gagne,. Directement après, elle court au The Women's Tour en Angleterre. Dans la première étape, elle s'échappe en solitaire pendant vingt-cinq kilomètres avant d'être reprise à la flamme rouge, ce qui lui vaut le prix de la combativité. Grâce aux bonifications, elle occupe alors la cinquième place du classement général. Elle perd du temps après avoir aidé ses coéquipières lors de la quatrième étape et ne peut conserver son rang sur cette course où toutes les étapes se terminent au sprint,.
Aux championnats de France, Élise termine quatrième du contre-la-montre à une seconde d'Aude Biannic. Sur l'épreuve en ligne, elle ne parvient pas à prendre l'échappée et termine deuxième du sprint du peloton, soit dixième au total. Après la course, elle avoue avoir commis des erreurs tactiques.
En juillet, elle participe au Tour de Thuringe et aide ses équipières Evelyn Stevens et Lisa Brennauer à finir respectivement première et troisième du classement général. Elle termine ensuite sixième de l'Erondegemse Pijl, puis remporte une course en catégorie nationale en Belgique,. Elle participe ensuite à la Route de France, puis au Tour de l'Ardèche avec l'équipe de France. Sur cette dernière épreuve, elle termine quatrième de la troisième étape et septième de la dernière étape,. Elle participe au championnat du monde et aide Pauline Ferrand-Prévot à remporter le titre.
Aux championnats de France sur piste, elle termine deuxième de la poursuite et du scratch. Avec l'équipe du Nord-Pas-de-Calais, elle finit également troisième de la poursuite par équipes. Le dimanche, elle s'impose sur la course aux points. Après la trêve hivernale, elle court à l'International Belgian Open et y remporte la course aux points. Elle finit également deuxième de la poursuite individuelle.

### Triple championne de France sur piste (2015)

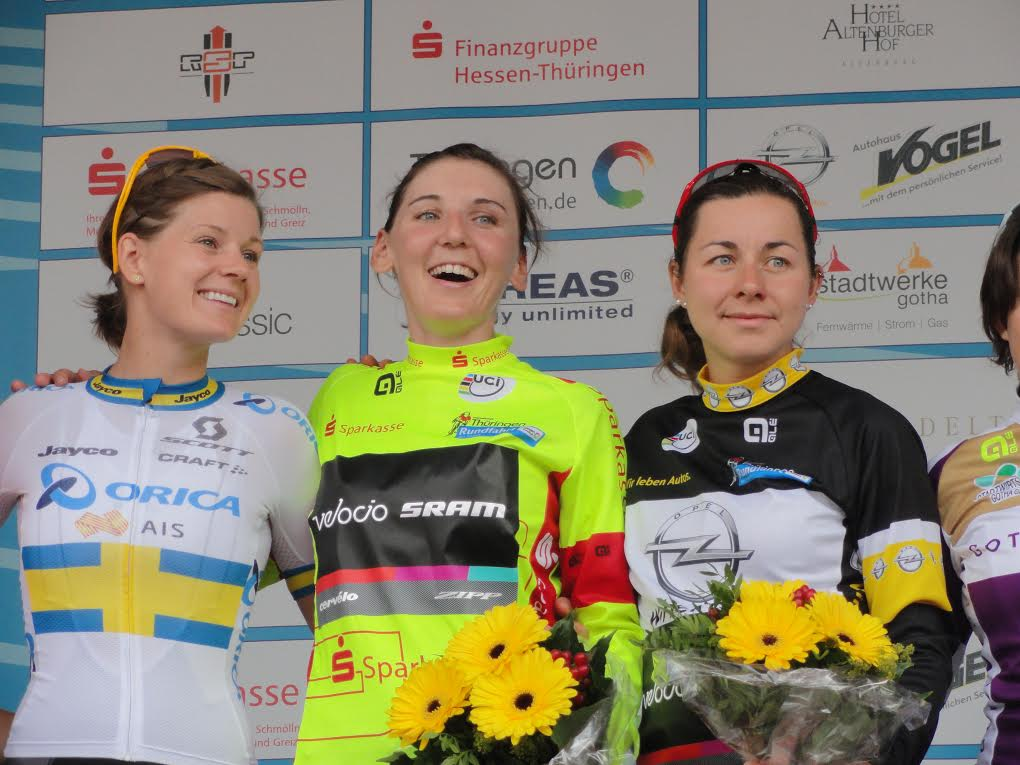
Sur un podium du Tour de Thuringe 2015 (à droite), aux côtés d'Emma Johansson et Lisa Brennauer

En 2015, son équipe change de nom et devient Velocio-SRAM. Elle effectue son début de saison sur piste et participe à la manche de coupe du monde à Cali. En février, elle est sélectionnée pour les championnats du monde à Saint-Quentin-en-Yvelines en poursuite individuelle et par équipes, ainsi qu'en course aux points. Elle termine quatrième de la course aux points et neuvième de la poursuite individuelle. Ce mondial lui laisse une impression mitigée,,.
Après une coupure, elle reprend la compétition au Grand Prix de Dottignies. Fin avril, elle finit neuvième du contre-la-montre du circuit de Borsele. Au Dwars door de Westhoek, elle s'échappe à quarante kilomètres de l'arrivée et s'impose en solitaire. C'est sa première victoire sur une course professionnelle. Sur la dernière étape du Gracia Orlová, elle s'échappe à quatre kilomètres du but avec Lara Vieceli puis la bat au sprint. Elle termine ensuite neuvième du Tour de l'île de Chongming, puis douzième du Chrono Gatineau. Elle participe à the Women's Tour où elle aide Lisa Brennauer à remporter la victoire. Elle se rend ensuite aux championnats de France sur route, où elle est citée parmi les favorites. Elle se classe cinquième du contre-la-montre, puis à la même place sur la course en ligne où elle tente en vain de suivre l'attaque de Pauline Ferrand-Prévot,,. Au Tour de Thuringe, elle porte le maillot de meilleure grimpeuse durant l'intégralité de l'épreuve. À l'Erondegemse Pijl, elle s'échappe dans le dernier tour avec Thalita de Jong. Cette dernière la distance, Élise Delzenne finit donc deuxième.

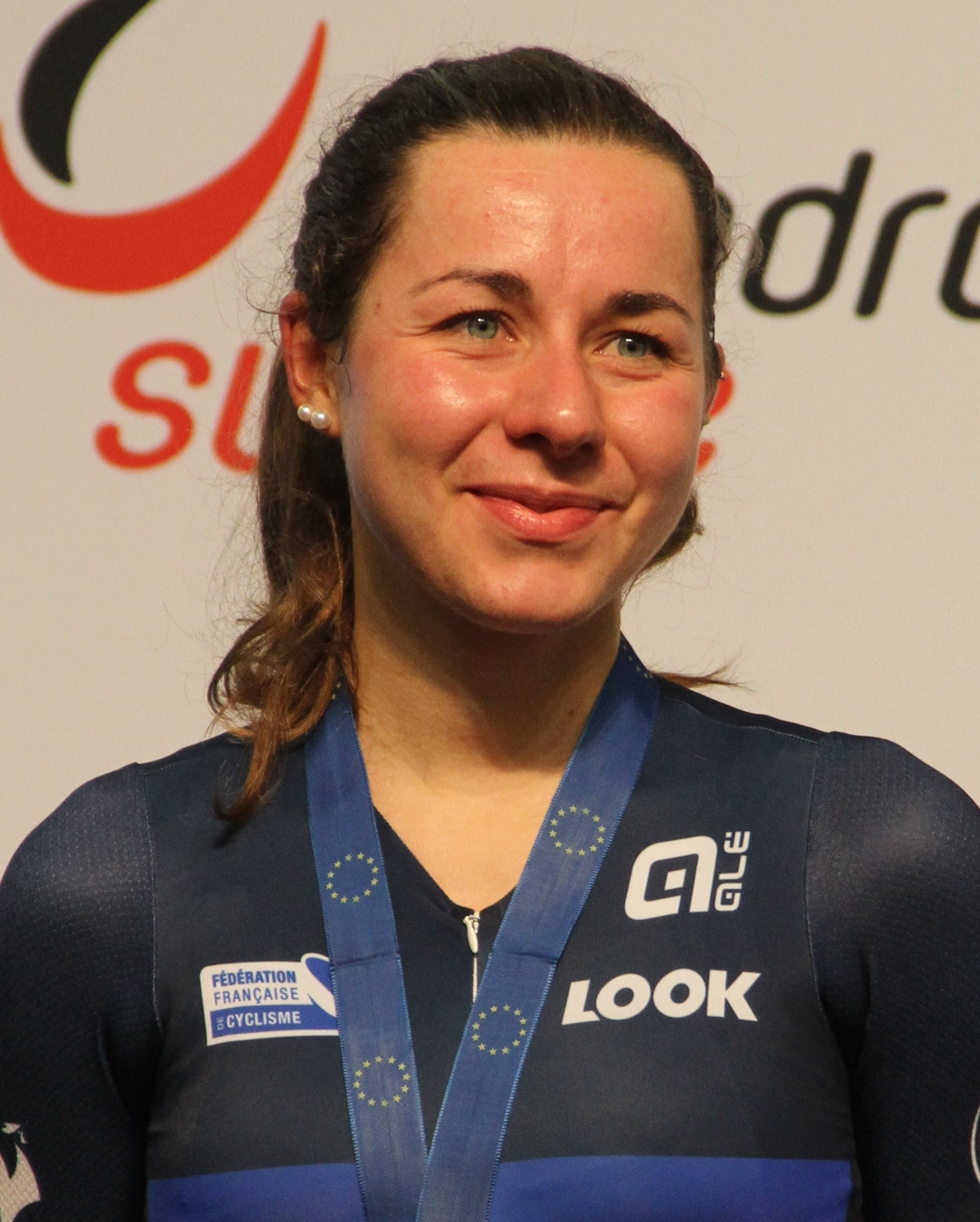
Aux championnats d'Europe sur piste en 2015

Elle fait partie de la sélection pour le contre-la-montre par équipes de l'Open de Suède Vårgårda qui se classe deuxième. Elle est sélectionnée pour l'épreuve en ligne des championnats du monde de Richmond, mais est prise dans une chute au bout de dix kilomètres. Elle remonte sur le vélo mais doit se résoudre à l'abandon quelques tours plus tard. Elle participe la semaine suivante aux championnats de France sur piste et remporte trois titres : poursuite individuelle, scratch et course aux points. En poursuite par équipes, l'équipe du Nord-Pas-de-Calais est battue de 200 ms par l'équipe Poitou-Charentes.Futuroscope.86. Deux semaines plus tard, elle devient vice-championne d'Europe de la course aux points à Granges derrière la Polonaise Katarzyna Pawłowska, puis de la poursuite derrière la Britannique Katie Archibald,.

### Trophée d'or (2016)
Début mars, elle participe aux championnats du monde sur piste en poursuite individuelle et en course aux points. Ayant des ambitions de médailles, elle est très déçue de sa sixième place dans la première épreuve mais ne cherche pas d'excuses,. Elle explique six mois plus tard, qu'elle a chuté à l'entraînement une semaine avant la course et qu'elle en souffrait alors. Elle termine ensuite quinzième de la course aux points lors d'une course d'observation. Elle est prise dans une chute avec la concurrente japonaise à seulement quelques tours de l'arrivée lors de l'épreuve. Après examens complémentaires, il s'avère que la Française souffre de deux côtes fracturées. Son bassin est également cassé. Elle est donc indisponible tout le mois de mars. Elle reprend au Circuit de Borsele. Elle rechute le lendemain à Dwars door de Westhoek, là où elle avait gagné l'année précédente. La forme revient cependant progressivement. Ainsi lors de la première étape du Festival luxembourgeois du cyclisme féminin Elsy Jacobs, elle fait partie du groupe de tête. Elle aide Lotte Kopecky à remporter le Trofee Maarten Wynants puis confirme mi-mai en remportant une kermesse au terme d'une longue échappée. Fin mai, elle réalise un week-end de haut vol. Le vendredi, elle se classe deuxième au sprint de la Classique Morbihan derrière Christine Majerus. Le samedi, elle est troisième du Grand Prix de Plumelec-Morbihan devancée par Rachel Neylan et la même Luxembourgeoise. Enfin le dimanche, elle finit troisième au sprint de Gooik-Geraardsbergen-Gooik. Gracie Elvin et sa coéquipière Lotte Kopecky sont devant au classement.
En juin, la Fédération française de cyclisme annonce qu'Élise Delzenne est remplaçante pour l'épreuve sur route des Jeux olympiques de Rio. Elle se dit « écœurée » par cette décision. Elle est ensuite sixième des Auensteiner-Radsporttage. Aux championnats de France sur route, elle obtient la médaille de bronze sur le contre-la-montre devancée par Audrey Cordon-Ragot et Edwige Pitel. Sur la course en ligne, elle fait preuve de panache en attaquant à environ soixante kilomètres de la ligne. Une fois revenue sur le groupe d'échappées, elle décide de poursuivre son effort en solitaire et compte une minute cinquante d'avance sur les autres favorites à environ vingt-cinq kilomètres de la ligne. C'est alors qu'elle est victime d'une crevaison. La réparation durant plus longtemps que prévu, elle se fait rejoindre par les favorites. Elle se classe finalement cinquième,.
Elle participe en août à la Route de France. Elle est cinquième du prologue, huitième de la première étape, sixième le lendemain, puis deuxième de la troisième étape. Elle est cependant prise dans la chute collective ce jour-là,. Elle est septième du contre-la-montre de la quatrième étape et pointe alors à la sixième place du classement général. Elle doit cependant se résoudre le lendemain à l'abandon. Elle prend ensuite le départ du Trophée d'or. Elle remporte le contre-la-montre inaugural. Deuxième de la troisième étape, elle conserve son maillot jaune jusqu'à la fin de l'épreuve malgré une crevaison dans les dix derniers kilomètres de la dernière étape,. Au Tour de Belgique, elle prend la cinquième place de la dernière étape et remonte ainsi à la sixième place du classement général,.
Aux championnats de France sur piste, elle défend avec succès son titre en poursuite individuelle. Malade, elle doit renoncer à prendre le départ du scratch. Le lendemain, bien que non rétablie, elle décide de prendre le départ de la course aux points. Elle remporte le titre malgré tout. Aux championnats d'Europe, elle fait partie de l'équipe de France de poursuite par équipes. Les coureuses se qualifient pour la petite finale en battant le record de France de la discipline. L'équipe s'incline toutefois face à la Grande-Bretagne pour la médaille de bronze. Le lendemain, sur la poursuite individuelle, Élise manque un peu de fraîcheur et termine cinquième. En course aux points, elle ne trouve pas la brèche et doit se contenter de la huitième place. Deux semaines plus tard, elle participe à la manche de coupe du monde à Glasgow. Elle y gagne le scratch et termine deuxième de la poursuite individuelle. Surtout, l'équipe de France de poursuite par équipes améliore le record de France et se classe troisième,.

### Dernière saison et reconversion (2017-2021)

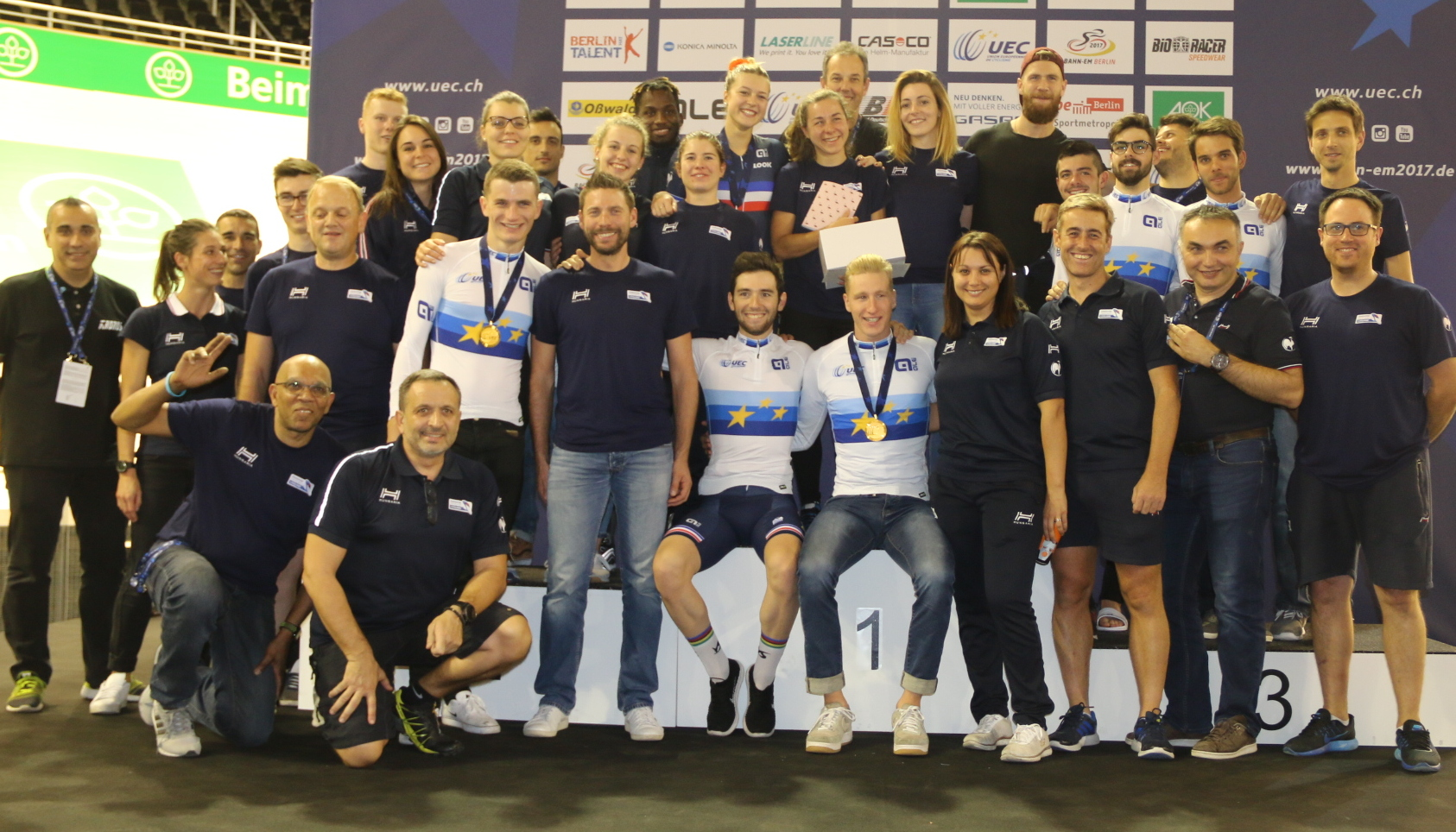
Équipe de France sur piste lors des championnats d'Europe sur piste à Berlin

En 2017, elle met l'accent sur la piste en début de saison et participe aux manches de coupe du monde de Cali et de Los Angeles. Au Tour des Flandres, le mur de Grammont donne réellement le départ de la course. Rozanne Slik part alors. Elle compte jusqu'à une minute trente d'avance sur un peloton d'une cinquantaine de coureuses. Elle est un temps prise en chasse par Élise Delzenne, mais la Française ne parvient pas à combler l'écart et se fait reprendre dans le Kanarieberg,. Elle participe aux championnats du monde sur piste de Hong-Kong. La France est septième de la poursuite par équipes. Sur les épreuves individuelles, Élise Delzenne n'obtient pas le succès escompté.
Au Festival luxembourgeois du cyclisme féminin Elsy Jacobs, sur la deuxième étape, Élise Delzenne est présente dans le peloton réduit qui se dispute la victoire au sprint. Elle le lance de loin et résiste ensuite au retour d'Eugenia Bujak et de Christine Majerus pour s'offrir l'étape. À Gooik-Geraardsbergen-Gooik, elle se classe huitième, soit quatrième du sprint du peloton, après avoir effectué une course agressive récompensée par le prix des monts. Au Diamond Tour, elle prend la sixième place dans le sprint massif.
Lors des championnats nationaux, elle finit cinquième du contre-la-montre. Sur la course en ligne, elle s'échappe en compagnie d'Audrey Cordon-Ragot, mais le peloton réagit et les reprend. Elle se classe finalement onzième. Au Tour de Feminin, Élise Delzenne se classe sixième de la première étape. Elle est ensuite huitième du contre-la-montre de la troisième étape, deuxième de la quatrième étape au sprint derrière Nancy van den Burg et enfin troisième de la dernière étape où sa coéquipière Juliette Labous s'impose. Au BeNe Ladies Tour, elle est cinquième du prologue,,. Élise Delzenne est cinquième du contre-la-montre de l'étape 2b,. Cela lui permet de finir l'épreuve à la huitième place,.
Elle participe aux championnats d'Europe sur route. Elle fait ensuite une mauvaise chute à l'Open de Suède Vårgårda. Au Tour de Belgique, elle est dixième du prologue. Sur la dernière étape, sorte de mini-Tour des Flandres, dans des conditions météorologiques difficiles, elle se classe sixième. Elle remonte ainsi à la dixième place du classement général,. Aux championnats du monde sur route, elle part à deux tours de l'arrivée avec Janneke Ensing, Amanda Spratt et Danielle King. Dans la montée de Salmon Hill, les favorites les reprennent. Toutefois, la mauvaise coopération dans le groupe cause un regroupement général,,.
En fin de saison, elle annonce sa retraite. Elle est engagée chez B'Twin pour développer une gamme de textile pour les femmes,,. En 2018, elle commente des courses cyclistes, comme le championnat d'Europe, sur Eurosport. 

### Retour en handisport (2022-)
Au début de l'année 2022, sous l'impulsion de Laurent Thirionet, directeur de l'équipe de France de paracyclisme sur piste, Élise Delzenne devient pilote de l'athlète non-voyante Anne-Sophie Centis en catégorie tandem. Ce duo participe aux championnats du monde 2022 à Saint-Quentin-en-Yvelines et obtient deux médailles de bronze, en poursuite individuelle et en sprint par équipes mixte,. L'année suivante, le duo est à nouveau présent aux championnats du monde à Glasgow. Quatrièmes de la poursuite individuelle, Anne-Sophie Centis et Élise Delzenne sont également cinquièmes de la vitesse par équipes mixte,.
Aux JO 2024 elle est disqualifiée avec sa partenaire en poursuite en tandem et termine 5e sur la course en ligne (toujours en tandem).

## Palmarès sur route

### Par années
- 2007
  -  Championne de France sur route juniors
- 2013
  -  Championne de France sur route
  - 3e de la Coupe de France[109]
  - Prix de Nogent l'Abbesse[110]
- 2015
  - Dwars door de Westhoek
  - 5e étape de Gracia Orlová
  - 2e de l'Erondegemse Pijl
  - 2e de l'Open de Suède Vårgårda TTT (contre-la-montre par équipes) (Cdm)
- 2016
  - Trophée d'or :
    - Classement général
    - 1re étape (contre-la-montre)

  - 2e de La Classique Morbihan
  - 3e du championnat de France du contre-la-montre
  - 3e du Grand Prix de Plumelec-Morbihan Dames
  - 3e de Gooik-Geraardsbergen-Gooik
  - 3e du BeNe Ladies Tour
- 2017
  - 2e étape du Festival luxembourgeois du cyclisme féminin Elsy Jacobs

### Classement UCI
| Année          | 2012 | 2013 | 2014 | 2015 | 2016 | 2017 |
| Classement UCI | -    | 88e  | 98e  | 57e  | 41e  | 60e  |

## Palmarès sur piste

### Championnats du monde
| Édition / Épreuve              | Poursuite individuelle | Poursuite par équipes | Course aux points |
| Saint-Quentin-en-Yvelines 2015 | 9e                     | 15e                   | 4e                |
| Londres 2016                   | 6e                     | -                     | 15e               |
| Hong Kong 2017                 | 16e                    | 7e                    | 17e               |

### Championnats du monde de paracyclisme
- Saint-Quentin-en-Yvelines 2022
  -  Médaillée de bronze de la poursuite individuelle en tandem (pilote d'Anne-Sophie Centis)
  -  Médaillée de bronze du sprint par équipes mixtes en tandem (pilote d'Anne-Sophie Centis, accompagnées d'Alexandre Lloveras et Maxime Gressier en pilote)

- Glasgow 2023
  - 4e de la poursuite individuelle en tandem (pilote d'Anne-Sophie Centis)
  - 5e de la vitesse par équipes mixtes (pilote d'Anne-Sophie Centis)

### Championnats d'Europe

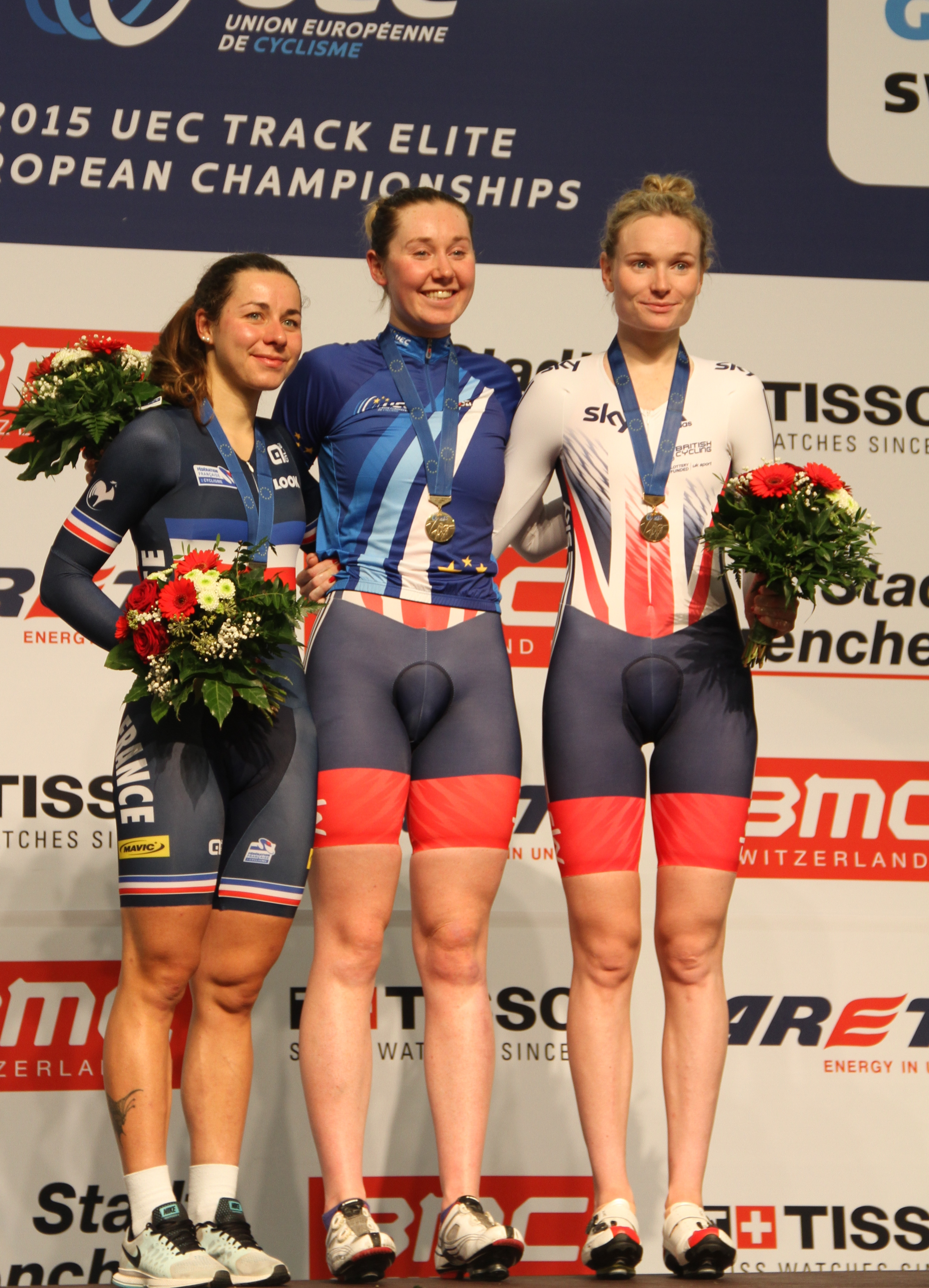
Sur le podium de la poursuite aux championnats d'Europe à Granges en 2015 (à gauche), aux côtés de Katie Archibald et Ciara Horne.

| Édition / Épreuve              | Poursuite individuelle | Course aux points | Poursuite par équipes |
| Granges 2015                   | Argent                 | Argent            | 7e                    |
| Saint-Quentin-en-Yvelines 2016 | 5e                     | 8e                | 7e                    |
| Berlin 2017                    | 10e                    | -                 | 4e                    |

### Coupe du monde
- 2016-2017
  - 1re du scratch à Glasgow
  - 3e de la poursuite par équipes à Glasgow (avec Laurie Berthon, Coralie Demay et Roxane Fournier)

### Championnats de France
- 2005
  - 2e de la course aux points cadettes[4]
- 2007
  -  Championne de France de course aux points juniors
- 2012
  - 3e de l'omnium
- 2013
  - 3e de l'omnium
- 2014
  -  Championne de France de course aux points
  - 2e de la poursuite
  - 2e du scratch
  - 3e de la poursuite par équipes (avec Cynthia Huygens et Mélanie Machu)
- 2015
  -  Championne de France de poursuite
  -  Championne de France du scratch
  -  Championne de France de course aux points
  - 2e de la poursuite par équipes (avec Fiona Dutriaux et Aurore Flament)
- 2016
  -  Championne de France de poursuite
  -  Championne de France de course aux points
  - 3e de la poursuite par équipes (avec Cynthia Huygens, Aurore Flament et Lucie Lahaye)

### Autres
- 2014
  - Course aux points de l'International Belgian Open
  - 2e de la poursuite de l'International Belgian Open
- 2015
  - Scratch de l'International Belgian Open
  - 2e de la poursuite de l'International Belgian Open
- 2016
  - 2e de la poursuite individuelle à Glasgow

### Records
- Records de France de poursuite par équipes sur 4 000 m :
  - 4 min 25 s 680 à Berlin avec Laurie Berthon, Marion Borras et Coralie Demay[115]. Valable à partir du 19 octobre 2017.
  - 4 min 25 s 788 à Hong-Kong avec Laurie Berthon, Marion Borras et Coralie Demay. Valable du 13 avril 2017 au 19 octobre 2017.
  - 4 min 26 s 7 à Glasgow avec Laurie Berthon, Coralie Demay et Roxane Fournier[116],[117]. Valable du 4  novembre 2016 au 13 avril 2017.
  - 4 min 30 s 306 à Saint-Quentin-en-Yvelines. Valable du 20 octobre 2016 au 4 novembre 2016.
  - 4 min 30 s 519 à Granges avec Laurie Berthon, Coralie Demay et Fiona Dutriaux[118]. Valable du 15 août 2015 au 20 octobre 2016.
- Record personnel de poursuite individuelle : 3 min 34 s 9 réalisé à Glasgow le 5 novembre 2016.